# Casseneuil
Casseneuil ist eine Gemeinde mit 2340 Einwohnern (Stand 1. Januar 2022) in Frankreich im Département Lot-et-Garonne in der Region Nouvelle-Aquitaine.

## Geografie
Casseneuil liegt auf einer natürlichen Halbinsel an der Einmündung des rechten Nebenflusses Lède in den Lot. Unmittelbar vor diesem Zusammenfluss mündet auch noch die Sône in die Lède, was die stark von Wasser geprägte Lage der Stadt weiter verstärkt.

## Geschichte
- Die Ursprünge der Stadt stammen aus gallo-römischer Zeit. Sie war damals unter dem Namen Cassinogilum bekannt, was so viel bedeutet, wie „Lichtung im Eichenwald“.

- Aufgrund der strategisch günstigen Position wurde sie im Mittelalter stark befestigt.

- Während der Albigenser-Kreuzzüge gegen die Katharer wurde die Stadt 1209 belagert und eingenommen. Hier wurde der erste Scheiterhaufen des Krieges angezündet und viele Ketzer verbrannt. Im Laufe des Sommers 1214 wurde die Stadt von Simon IV. de Montfort erneut belagert, erobert und die Einwohner großteils umgebracht.

- Am 12. April 1229 verpflichtete sich der Graf von Toulouse Raimund VII. im Vertrag von Meaux-Paris unter anderem dazu, die Mauern von 30 Befestigungen zu zerstören, unter ihnen auch Casseneuil.

- Von Ende 1939 bis zum Waffenstillstand von Compiègne (1940) wurde auf einem zum Teil auf der Casseneuiler Gemarkung gelegenen Gelände daran gearbeitet, um eine große Schießpulverfabrik, mit dem Entwicklungsprojekt zur Poudrerie nationale de Sainte-Livrade-sur-Lot zu errichten. Für den Bau dieser Fabrik waren ungefähr 5.000 Menschen tätig, darunter etwa 3.500 spanische Bürgerkriegsflüchtlinge, die in Frankreich Schutz gesucht hatten und hier nun als Zwangsarbeiter rekrutiert wurden. Zur Unterbringung dieser Arbeitskräfte entstanden im Umfeld der Poudrerie fünf Barackenlager, davon zwei auf Casseneuiler Gemarkung:
  - das Camp de Sauvaud; später bekannt als Camp de la Gare oder Camp de Casseneuil, auf dessen Gelände sich heute ein Industriegebiet befindet, und
  - das Camp de la Glaudoune, heute der Stadtteil Cité Belle Rive am nördlichen Rand des ehemaligen Poudrerie-Geländes.

## Bevölkerungsentwicklung
| Jahr      | 1962 | 1968  | 1975 | 1982 | 1990 | 1999 | 2011 | 2018 |
| Einwohner | 2099 | 72459 | 2642 | 2684 | 2465 | 2296 | 2315 | 2411 |

Quellen: Cassini und INSEE

## Sehenswürdigkeiten
- Kirche Sankt Peter und Paul aus dem 13. Jahrhundert, mehrfach umgebaut
- Reste der Stadtbefestigungen am Ufer der Lède

## Persönlichkeiten
- Marie-Joseph Cassant (1878–1903), Trappist